# Rue du Refuge (Marseille)
Pour l’article homonyme, voir Rue du Refuge.
La rue du Refuge se situe dans le 2e arrondissement de Marseille. 

## Situation et accès
Elle va de la montée des Accoules à la rue du Panier.

## Historique
À la demande des consuls, une maison est achetée par la ville en 1647 pour y loger la fondation de Saint-Joseph destinée à venir au secours des prostituées. Celles-ci entraient par la rue déshonneur (actuellement rue des honneurs, ce qui veut dire tout le contraire), et après un séjour de rééducation ressortaient par la rue des Repenties. Durant leur détention, leurs cheveux étaient coupés car c’était « les cordes par lesquelles le diable les tenait captives »